# Fredløshed
 Denne artikel bør gennemlæses af en person med fagkendskab for at sikre den faglige korrekthed.

Fredløshed var i vikingetiden og middelalderen en straf, der blev brugt ved meget grove forbrydelser.
Retsvirkningerne af fredløshed indebar, 
- at den fredløse ansvarsfrit kunne dræbes
- at der ansvarsfrit kunne tilføjes ham anden personlig overlast
- at den fredløse betragtedes som død, og alle de retsforhold, i hvilke han var part, opløstes ved fredløshed af sig selv
- at den fredløses formue blev ødelagt eller konfiskeret af det offentlige, efter at mulige private krav på den navnlig fra den krænkedes side forinden var tilgodeset
- at den fredløse var udelukket fra at forsvare sig selv og ikke kunne optræde i nogen proces, heller ikke som vidne eller mededsmand
- at hans hustru betragtedes som enke og hans børn som faderløse, og fødte hans hustru ham børn under hans tid som fredløs, behandledes de som uægte
- at han udtrådte af enhver forbindelse med sin slægt, der var uberettiget til at yde ham den beskyttelse, en mand ellers fandt hos sine frænder

Der var straf for at huse en fredløs.
Af fredløse i Danmark er de mest kendte Erik 5. Klippings formodede drabsmænd. Robin Hood og de fredløse er berømte skikkelser fra engelsk folketradition.